# Universidad Columbia del Paraguay

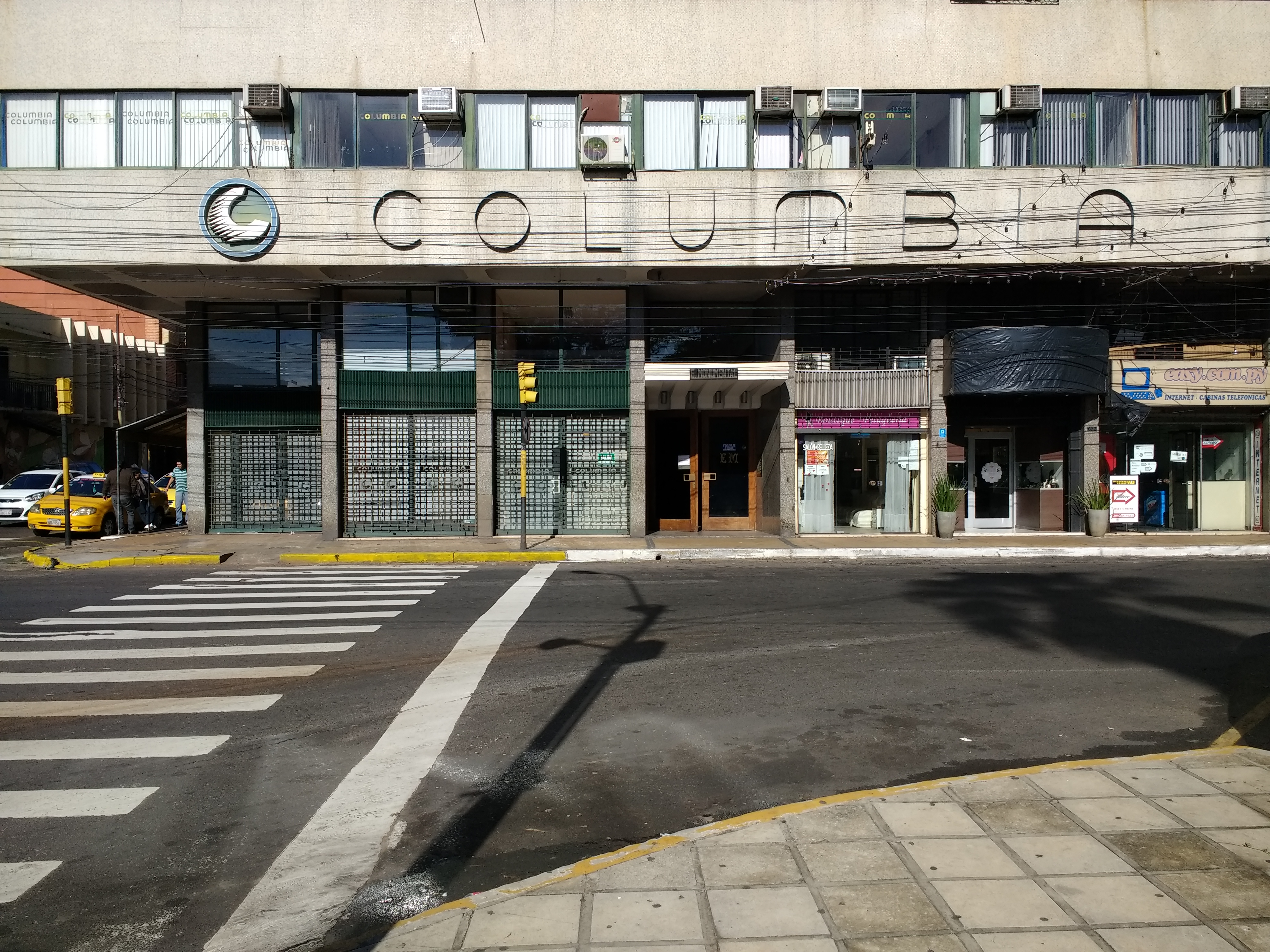

Die Universidad Columbia del Paraguay (UCP) ist eine Privatuniversität in Asunción, Paraguay.
Die Hochschule wurde 1943 als erste private Universität Paraguays gegründet. 1961 wurde sie als Universität staatlich anerkannt. Präsidentin ist Inés Urbieta de Auadre (Stand: April 2007).

## Fakultäten
- Unternehmensführung
- Marketing
- Ingenieurökonomie
- Hotellerie und Tourismus
- Informatik
- Steuerwesen und Buchhaltung
- Rechtswissenschaften
- Psychologie
- Erziehungswissenschaften
- Wirtschaftsingenieurwesen